# Temporada 2019 del Campeonato de España de Rally de Tierra
La temporada 2019 fue la 37º edición del Campeonato de España de Rally de Tierra. Comenzó el 8 de marzo en el Rally Tierras Altas de Lorca y terminó el 2 de noviembre en el Rally Isla de Los Volcanes.

## Calendario
El calendario contaba inicialmente de ocho pruebas, pero el rally de Tierra de Madrid no fue finalmente puntuable para el campeonato ya que no pudo realizarse con el mínimo kilometraje exigido por el reglamento debido a problemas de la organización con varias administraciones. Con todo la prueba se llevó a cabo siendo válido para el campeonato madrileño y para la Copa Kobe Motor.
| N.º | Fecha              | Prueba                                  | Series |
| --- | ------------------ | --------------------------------------- | ------ |
| 1   | 8-9 de marzo       | 8.º Rallye Tierras Altas de Lorca       | S-CER  |
| 2   | 5-6 de abril       | 7.º Rally Ciudad de Pozoblanco          |        |
| 3   | 26-27 de abril     | 5.º Rally de Tierra Circuito de Navarra |        |
| 4   | 24-25 de mayo      | 6.º Rallye Terra da Auga                | S-CER  |
| 5   | 28-29 de junio     | 3.º Rallye de Tierra Ciudad de Astorga  | S-CER  |
| 6   | 18-19 de octubre   | 6.º Rally de Tierra Ciudad de Granada   | S-CER  |
| 7   | 1-2 de noviembre   | 22.º Rally Isla de Los Volcanes         |        |
| -   | 29-30 de noviembre | 2.º Rally de Tierra de Madrid           |        |

## Cambios y novedades

### Puntuación
Sistema de puntuación para todos los campeonatos, copas y trofeos, excepto el campeonato de marcas. Para la clasificación final del campeonato se tendrán en cuenta todos los resultados menos uno.
| Posición | 1  | 2  | 3  | 4  | 5  | 6  | 7  | 8  | 9  | 10 | 11 | 12 | 13 | 14 | 15 | 16 | 17 | 18 | 19 | 20 |
| -------- | -- | -- | -- | -- | -- | -- | -- | -- | -- | -- | -- | -- | -- | -- | -- | -- | -- | -- | -- | -- |
| Puntos   | 35 | 30 | 27 | 25 | 23 | 21 | 19 | 17 | 15 | 13 | 11 | 9  | 8  | 7  | 6  | 5  | 4  | 3  | 2  | 1  |

Sistema de puntuación para el campeonato de marcas. Solo se obtendrá puntos de los dos primeros equipos clasificados de cada marca.
| Posición | 1  | 2  | 3  | 4  | 5  | 6  | 7  | 8  | 9  | 10 | 11 | 12 | 13 | 14 | 15 |
| -------- | -- | -- | -- | -- | -- | -- | -- | -- | -- | -- | -- | -- | -- | -- | -- |
| Puntos   | 30 | 27 | 24 | 21 | 19 | 17 | 15 | 13 | 11 | 9  | 7  | 6  | 5  | 4  | 3  |

### Copa Kobe Motor
Cinco pruebas eran puntuable para la Copa Kobe Motor: Navarra, Terra da Auga, Astorga, Granada y Madrid, que además incluía una prueba de asfalto, el Rally Comunidad de Madrid.

## Equipos
| Equipo                     | Automóvil               | Piloto               | Copiloto                  | Rondas            |
| Equipos oficiales          | Equipos oficiales       | Equipos oficiales    | Equipos oficiales         | Equipos oficiales |
| -------------------------- | ----------------------- | -------------------- | ------------------------- | ----------------- |
| Citroën Rally Team         | Citroën C3 R5           | Pepe López           | Borja Rozada              | 1, 4-5            |
| Renault Sport España       | Renault Clio N5         | Fran Cima            | Juan Luis García          | 1, 5              |
| Renault Sport España       | Renault Clio N5         | Fran Cima            | Álex Cid                  | 4                 |
| Renault Sport España       | Renault Clio N5         | Fran Cima            | Alain Peña Salvador       | 6                 |
| Hyundai Motor España       | Hyundai i20 R5          | Surhayen Pernía      | Alba Sánchez González     | 5                 |
| Hyundai Motorsport N       | Hyundai i20 WRC         | Sébastien Loeb       | Daniel Elena              | 6                 |
| Equipos privados           |                         |                      |                           |                   |
| RMC Motorsport             | Ford Fiesta R5          | Xavi Pons            | Rodrigo Sanjuan           | 3                 |
| ACSM Rallye Team           | Škoda Fabia R5          | Xavi Pons            | Rodrigo Sanjuan           | 1-2, 4-7          |
| Moto Club Igualada         | Škoda Fabia R5          | Josep Basols         | Xavier Amigò              | 1-4, 6            |
| Alexander Villanueva       | Škoda Fabia R5          | Alexander Villanueva | Óscar Sánchez             | 1-2               |
| Alexander Villanueva       | Škoda Fabia R5          | Alexander Villanueva | José Antonio Pintor       | 3-6               |
| Gustavo Sosa               | Škoda Fabia R5          | Gustavo Sosa         | López Fernández Alejandro | 1-2, 6            |
| C.D. Fuertwagen Motorsport | Škoda Fabia R5          | Gustavo Sosa         | López Fernández Alejandro | 3                 |
| Baporo Motorsport          | Škoda Fabia R5          | Eduard Pons          | Alberto Chamorro          | 1-7               |
| Escudería Ourense          | Škoda Fabia R5          | Javier Pardo Siota   | Adrián Pérez Fernández    | 1-2, 4-6          |
| Escudería Ourense          | Suzuki Swift Sport R+   | Javier Pardo Siota   | Adrián Pérez Fernández    | 3                 |
| Escudería Ourense          | Porsche 997 GT3         | Sergio Vallejo       | Diego Vallejo             | 2-7               |
| RMC Motorsport             | Ford Fiesta RS WRC      | Daniel Alonso        | Cándido Carrera           | 1-2               |
| Escudería Lagun Artea      | Ford Fiesta R5          | Gorka Eizmendi       | Diego Sanjuan             | 1-7               |
| C.D. Fuertwagen Motorsport | Hyundai i20 R5          | Yeray Lemes          | Ariday Bonilla            | 1, 4-5            |
| C.D. Fuertwagen Motorsport | Hyundai i20 R5          | Surhayen Pernía      | Alba Sánchez González     | 6                 |
| C.D. Fuertwagen Motorsport | Citroën DS3 N5          | Juan Carlos Quintana | Yeray Mújica              | 4                 |
| C.D. Fuertwagen Motorsport | Citroën DS3 N5          | Juan Carlos Quintana | Rogelio Peñate            | 1-3, 5-6          |
| C.D. Fuertwagen Motorsport | Mitsubishi Lancer Evo X | Juan Carlos Quintana | Rogelio Peñate            | 7                 |
| Motor Club Sabadell        | Škoda Fabia R5          | Eduard Forés         | David Uson                | 5                 |
| Motor Club Sabadell        | Citroën DS3 R5          | Eduard Forés         | David Uson                | 1-4               |
| Motor Club Sabadell        | Citroën DS3 R5          | Xavi Domenech        | Dani Muntadas             | 1, 3, 5           |
| Motor Club Sabadell        | Citroën DS3 R5          | Xavi Domenech        | Axel Coronado             | 4                 |
| Escudería Rías Baixas      | Citroën DS3 R5          | Juan Pablo Castro    | Juan José Leal            | 1-6               |

## Clasificación

### Campeonato de pilotos
| Pos.            | Piloto                      | LOR | POZ | NAV | GAL | AST | GRA | VOL | Puntos |
| --------------- | --------------------------- | --- | --- | --- | --- | --- | --- | --- | ------ |
| 1.              | Xavi Pons                   | 1   | 1   | 1   | 1   | 1   | 1   | 1   | 262    |
| 2.              | Javier Pardo Siota          | 2   | Ret | 9   | 4   | 3   | 2   |     | 138    |
| 3.              | Gorka Eizmendi              | 3   | 2   | 3   | 6   | Ret | 4   | Ret | 134    |
| 4.              | Eduard Pons                 | 8   | 5   | 5   | 7   | 7   | Ret | 2   | 134    |
| 5.              | Alexander Villanueva        | 5   | 3   | Ret | 5   | 4   | 3   |     | 131    |
| 6.              | Juan Carlos Quintana        | 7   | 8   | 16  | 11  | 8   | 7   | 3   | 117    |
| 7.              | Pepe López                  | 4   |     |     | 2   | 2   |     |     | 92     |
| 8.              | Josep Basols                | 6   | 4   | 2   | 12  |     | Ret |     | 87     |
| 9.              | Surhayen Pernía             |     |     |     |     | 5   | 5   |     | 46     |
| 10.             | Alfredo Tamés               | 29  |     |     | 26  | 6   | 6   |     | 42     |
| 11.             | Gustavo Sosa                | DNS | 9   | 4   |     |     |     |     | 40     |
| 12.             | Juan Pablo Castro           | 11  | 11  | 13  | 28  | 13  | Ret |     | 38     |
| 13.             | Diogo Salvi                 |     |     | 6   |     | 9   |     |     | 36     |
| 14.             | Alfredo de Dominicis        | 18  |     |     | 8   | 11  |     |     | 33     |
| 15.             | Aritz Iriondo               | 17  | 12  | Ret | 16  | Ret | 10  |     | 32     |
| 16.             | Daniel Marbán               | 13  |     |     | 13  | Ret | 9   |     | 32     |
| 17.             | Francisco Cima              | Ret |     |     | 10  |     | 8   |     | 32     |
| 18.             | Manuel Gómez-Manzanilla     | 16  | 14  | 12  | 21  |     | 15  |     | 28     |
| 19.             | Sergio Vallejo              |     | 15  | 8   | Ret | 17  | Ret | Ret | 27     |
| 20.             | Juan Carlos de Cruz Morales |     |     |     |     |     |     | 4   | 25     |
| 21.             | Jordi Nualart               | 15  | 20  | 10  | 18  | Ret |     |     | 24     |
| 22.             | Kevin Guerra                |     |     | 15  | 30  |     | 20  | 8   | 24     |
| 23.             | José Javier Fanquiz         |     |     |     |     |     |     | 5   | 23     |
| 24.             | Juan Carlos Aguado          |     | 6   |     |     |     |     |     | 21     |
| 25.             | Yeray Lemes                 | Ret |     |     | 14  | 10  |     |     | 21     |
| 26.             | Aníbal Hernández Acosta     |     |     |     |     |     |     | 6   | 21     |
| 27.             | Josep Bassas Mas            |     | 10  |     |     | 14  |     |     | 20     |
| 28.             | José Luis Peláez            |     |     | 7   |     |     | Ret |     | 19     |
| 29.             | Daniel Alonso               | Ret | 7   |     |     |     |     |     | 19     |
| 30.             | Raúl Hernández Hernández    |     | Ret |     |     |     |     | 7   | 19     |
| 31.             | Alberto Otero               |     |     |     | 9   |     |     |     | 17     |
| 32.             | Sergi Francolí              |     | 13  |     |     | 12  |     |     | 17     |
| 33.             | Roberto Rozada              | 24  | 22  | Ret | 20  | 16  | 12  |     | 16     |
| 34.             | Efrén Llarena               | 9   |     |     |     |     |     |     | 15     |
| 35.             | Raúl Capdevila Núñez        |     |     |     |     |     |     | 9   | 15     |
| 36.             | Xavi Domenech               | 10  |     | Ret | 25  |     |     |     | 13     |
| 37.             | Alfredo Guerra Delgado      |     |     |     |     |     |     | 10  | 13     |
| 38.             | Delbin García Alonso        |     | 16  | 14  | Ret | Ret |     |     | 12     |
| 39.             | Endika Beloki               | 20  |     |     | 32  | Ret | 11  |     | 12     |
| 40.             | Ferrán Font                 |     |     | 11  |     |     |     |     | 11     |
| 41.             | Jesús Carlos Díaz Jiménez   |     |     |     |     |     |     | 11  | 11     |
| 42.             | Iago Gabeiras               |     | 17  |     | 23  | 15  |     |     | 10     |
| 43.             | Eduard Forés                | 12  | Ret | Ret | Ret | Ret |     |     | 9      |
| 44.             | Francisco García Pérez      |     |     |     |     |     |     | 12  | 9      |
| 45.             | Carlos Fernández García     |     |     |     |     |     | 13  |     | 8      |
| 46.             | Unai García                 |     |     |     |     |     | 17  | 17  | 8      |
| 47.             | Javier Sosa Santana         |     |     |     |     |     |     | 13  | 8      |
| 48.             | Jan Solans                  |     |     |     | 15  |     |     |     | 7      |
| 49.             | Andrus Laur                 | 14  | Ret |     |     |     |     |     | 7      |
| 50.             | Juan De Dios Gómez          |     |     |     |     |     | 14  |     | 7      |
| 51.             | Juan Saul Guerra Rodríguez  |     |     |     |     |     |     | 14  | 7      |
| 52.             | Rúsbel Pérez                |     |     |     |     |     |     | 15  | 6      |
| 53.             | Jesús Jiménez               | 27  | 19  | 18  |     |     | Ret |     | 5      |
| 54.             | Daniel Berdomás             |     |     |     | 17  |     |     |     | 5      |
| 55.             | Édgar Vigo                  |     |     |     |     |     | 16  |     | 5      |
| 56.             | Juan Jesús Tacoronte Rivero |     |     |     |     |     |     | 18  | 5      |
| 57.             | Néstor Luzardo Elvira       |     |     |     |     |     |     | 16  | 5      |
| 58.             | Roland Holke                |     |     | 17  |     |     |     |     | 4      |
| 59.             | Jesús Ferreiro              |     |     | 21  | 19  |     |     |     | 3      |
| 60.             | Santiago García Paz         |     | 18  |     |     |     |     |     | 3      |
| 61.             | Marcos López Canedo         |     |     |     | 24  | 18  |     |     | 3      |
| 62.             | Alejandro Martín Afonso     |     |     |     |     |     | 18  |     | 3      |
| 63.             | José Álvarez Celis          |     |     | 18  | 39  |     |     |     | 2      |
| 64.             | Alberto San Segundo         | 19  |     |     | Ret | Ret |     |     | 2      |
| 65.             | Emma Falcón                 |     |     |     | 27  | 19  |     |     | 2      |
| 66.             | Pablo Domingo Suárez        |     |     |     |     |     | 19  |     | 2      |
| 67.             | Yessica del C. Lorenzo      |     |     |     |     |     |     | 19  | 2      |
| 68.             | Celestino Iglesias Cores    | Ret |     |     | Ret | 20  |     |     | 1      |
| 69.             | Iván Arenas                 | Ret | 24  | 21  | Ret | 37  | 29  | 20  | 1      |
| No clasificados |                             |     |     |     |     |     |     |     |        |
| -               | Martynas Samsonas           |     |     |     |     |     |     |     | -      |
| -               | Abdulaziz Al-Kuwari         |     |     |     |     |     |     |     | -      |

### Campeonato de marcas
| Pos. | Marca   | Puntos |
| ---- | ------- | ------ |
| 1.   | Ford    | 300    |
| 2.   | Citroën | 264    |
| 3.   | Peugeot | 256    |
| 4.   | Toyota  | 124    |
| 5.   | Renault | 107    |
| 6.   | Hyundai | 88     |
| 7.   | Suzuki  | 48     |

### Trofeo de escuderías
| Pos. | Escudería                       | Puntos |
| ---- | ------------------------------- | ------ |
| 1.   | Escudería Fuertwagen Motorsport | 278    |
| 2.   | ACSM Rallye Team                | 210    |
| 3.   | Escudería Ourense               | 172    |
| 4.   | Baporo Motorsport               | 147    |
| 5.   | RMC Motorsport                  | 138    |
| 6.   | Escudería Lagun Artea           | 138    |
| 7.   | Moto Club Igualada              | 99     |
| 8.   | Blendio                         | 72     |
| 9.   | Esc. Esp. GC Motorsport         | 67     |
| 10.  | Escudería Rías Baixas           | 52     |

### Campeonato de copilotos
| Pos. | Copiloto               | Puntos |
| ---- | ---------------------- | ------ |
| 1.   | Rodrigo Sanjuan        | 262    |
| 2.   | Adrián Pérez Fernández | 138    |
| 3.   | Diego Sanjuan          | 134    |
| 4.   | Alberto Chamorro       | 134    |
| 5.   | Rogelio Peñate         | 104    |
| 6.   | Borja Hernández        | 92     |
| 7.   | Xavi Amigo             | 87     |
| 8.   | José Antonio Pintor    | 79     |
| 9.   | Óscar Sánchez          | 52     |
| 10.  | Alba Sánchez           | 46     |

### Trofeo vehículos propulsión trasera
| Pos. | Piloto           | Puntos |
| ---- | ---------------- | ------ |
| 1.   | Eduardo Herrero  | 143    |
| 2.   | Sergio Vallejo   | 105    |
| 3.   | Daniel Martínez  | 65     |
| 4.   | Álvaro Rodríguez | 30     |
| 5.   | Francisco García | 27     |
| 6.   | Esteban Pérez    | 27     |
| 7.   | Javier García    | 25     |
| 8.   | Álvaro Muñiz     | 0      |

### Trofeo vehículos 2RM
| Pos. | Piloto                  | Puntos |
| ---- | ----------------------- | ------ |
| 1.   | Manuel Gómez-Manzanilla | 153    |
| 2.   | Aritz Iriondo           | 122    |
| 3.   | Jordi Nualart           | 97     |
| 4.   | Kevin Guerra            | 94     |
| 5.   | Unai García González    | 72     |
| 6.   | Alejando Martín         |        |
| 7.   | Iago Gabeiras           |        |
| 8.   | Josep Bassas Mas        |        |
| 9.   | Sergi Francolí          |        |
| 10.  | José Álvarez Celis      |        |

### Trofeo vehículos R5
| Pos. | Piloto                     | Puntos |
| ---- | -------------------------- | ------ |
| 1.   | Xavi Pons                  | 210    |
| 2.   | Eduard Pons                | 137    |
| 3.   | Javier Pardo               | 133    |
| 4.   | Gorka Eizmendi             | 132    |
| 5.   | Alexander Villanueva       | 127    |
| 6.   | Josep Basols               |        |
| 7.   | Pepe López                 |        |
| 8.   | Juan Pablo Castro Iglesias |        |
| 9.   | Surhayen Pernía            |        |
| 10.  | Gustavo Javier Sosa        |        |

### Trofeo vehículos R3
| Pos. | Piloto                    | Puntos |
| ---- | ------------------------- | ------ |
| 1.   | Juan Carlos Tirado García | 35     |
| 2.   | Joan Sabater              | 0      |

### Trofeo vehículos R2
| Pos. | Piloto                  | Puntos |
| ---- | ----------------------- | ------ |
| 1.   | Manuel Gómez-Manzanilla | 153    |
| 2.   | Aritz Iriondo           | 118    |
| 3.   | Jordi Nualart           | 99     |
| 4.   | Iago Gabeiras           | 67     |
| 5.   | Josep Bassas Mas        | 48     |
| 6.   | Sergi Francolí          |        |
| 7.   | Delbin García           |        |
| 8.   | Édgar Vigo              |        |
| 9.   | Santiago García Paz     |        |
| 10.  | Óscar Palomo            |        |

### Trofeo vehículos grupo N
| Pos. | Piloto                      | Puntos |
| ---- | --------------------------- | ------ |
| 1.   | Carlos Fernández García     |        |
| 2.   | Borja Antonio Pérez Perdomo |        |
| 3.   | Juan de Dios Gómez          |        |

### Trofeo vehículos grupo N5
| Pos. | Piloto               | Puntos |
| ---- | -------------------- | ------ |
| 1.   | Juan Carlos Quintana | 190    |
| 2.   | Roberto Rozada       | 117    |
| 3.   | Alfredo de Dominicis | 108    |
| 4.   | Alfredo Tamés        | 106    |
| 5.   | Francisco Cima       | 71     |
| 6.   | Endika Beloki        |        |
| 7.   | Daniel Marbán        |        |
| 8.   | Marcos Canedo López  |        |
| 9.   | Emma Falcón          |        |
| 10.  | José Luis García     |        |

### Trofeo pilotos femeninos
| Pos. | Piloto                 | Puntos |
| ---- | ---------------------- | ------ |
| 1.   | Emma Falcón            |        |
| 2.   | Ruth Ortega            |        |
| 3.   | Yessica del C. Lorenzo |        |
| 4.   | Marta Lago Fernández   |        |
| 5.   | Virginia de León Reyes |        |
| 6.   | Isabel Pérez Napp      |        |

### Trofeo copilotos femeninos
| Pos. | Copiloto                  | Puntos |
| ---- | ------------------------- | ------ |
| 1.   | Eguzkiñe Enríquez         | 141    |
| 2.   | Esther Trancon Aural      | 138    |
| 3.   | Coral Barroso García      | 93     |
| 4.   | Nerea Campos Echalecu     | 92     |
| 5.   | Alba Sánchez              |        |
| 6.   | María Elvira              | 61     |
| 7.   | María Salvo El Hage       |        |
| 8.   | Fátima Ameneiro           |        |
| 9.   | Raquel Rodríguez Triñanes |        |
| 10.  | Lorena Romero García      |        |

### Trofeo pilotos júnior
| Pos. | Piloto              | Puntos |
| ---- | ------------------- | ------ |
| 1.   | Javier Pardo        | 165    |
| 2.   | José Álvarez Celis  | 112    |
| 3.   | Alejandro Martín    | 91     |
| 4.   | Iago Gabeiras       | 77     |
| 5.   | Pepe López          |        |
| 6.   | Sergio Arenas       | 65     |
| 7.   | Sergi Francolí      |        |
| 8.   | Delbin García       |        |
| 9.   | Sergio López        |        |
| 10.  | Santiago García Paz |        |

### Trofeo pilotos sénior
| Pos. | Piloto                      | Puntos |
| ---- | --------------------------- | ------ |
| 1.   | Eduard Pons                 | 160    |
| 2.   | Alexander Villanueva        | 140    |
| 3.   | Sergio Vallejo              | 82     |
| 4.   | Víctor José González Santos | 78     |
| 5.   | Jesús Ferreiro              |        |
| 6.   | Xavi Domenech               | 54     |
| 7.   | Eduard Forés                |        |
| 8.   | Emilio Palencia             |        |
| 9.   | Daniel Alonso               |        |
| 10.  | Roland Holke                |        |

### Trofeo vehículos históricos
| Pos. | Piloto                  | Puntos |
| ---- | ----------------------- | ------ |
| 1.   | Eduardo Herrero Andrino | 165    |
| 2.   | Álvaro Rodríguez García |        |
| 3.   | Esteban Pérez           |        |
| 4.   | Agustín Álvaro          |        |
| 5.   | Juan Carlos Albendea    |        |
| 6.   | Jacinto Lista           |        |
| 7.   | Cristian Calderín       |        |

### Copa Kobe Motor
| Pos. | Piloto           | Puntos |
| ---- | ---------------- | ------ |
| 1.   | Unai García      | 178    |
| 2.   | Alejandro Martín | 168    |
| 3.   | Jonathan Gómez   | 138    |
| 4.   | Víctor González  | 113    |
| 5.   | Sergio López     | 102    |
| 6.   | Sergio Arenas    | 98     |
| 7.   | Javier Encinas   | 89     |
| 8.   | David Martín     | 61     |
| 9.   | Emilio Palencia  | 55     |
| 10.  | Pablo Suárez     | 27     |